# (7549) Woodard
(7549) Woodard (1980 TO5) – (wym. /ˈwʊdɑːrd/ ( odsłuchaj)) planetoida z grupy pasa głównego asteroid okrążająca Słońce w ciągu 5 lat i 73 dni w średniej odległości 3 j.a. Została odkryta 9 października 1980 roku.